# Coupe de France de football 1977-1978
Navigation
Coupe de France 1976-1977 Coupe de France 1978-1979
La Coupe de France 1977-1978 était la 61e édition de la coupe de France, et a vu l'AS Nancy-Lorraine l'emporter sur l'OGC Nice en finale, le 13 mai 1978.
C'est la toute première Coupe de France remportée par le club nancéien.

## Résultats

### Trente-deuxièmes de finale
Les 32es de finale sont disputés sur terrains neutres.
| Division        | Club                          | Score               | Club                         | Division        | Lieu        |
| --------------- | ----------------------------- | ------------------- | ---------------------------- | --------------- | ----------- |
| Division 3 (D3) | ES Viry-Châtillon             | 1 - 0               | LB Châteauroux               | Division 2 (D2) | Meaux       |
| Division 1 (D1) | Nîmes Olympique               | 2 - 1               | FC Sète                      | Division 3 (D3) | Béziers     |
| Division 1 (D1) | Olympique de Marseille        | 1 - 0               | Stade brestois               | Division 2 (D2) | Rennes      |
| Division 1 (D1) | Stade de Reims                | 4 - 2 a.p.          | USG Boulogne-sur-Mer         | Division 2 (D2) | Amiens      |
| Division 3 (D3) | AS Pierrots Vauban Strasbourg | 0 - 1               | AS Nancy-Lorraine            | Division 1 (D1) | Strasbourg  |
| Division 2 (D2) | Red Star FC                   | 2 - 1 a.p.          | AS Poissy                    | Division 2 (D2) | Versailles  |
| DH Guyane (D4)  | AS Club Colonial Cayenne      | 0 - 4               | Lille OSC                    | Division 2 (D2) | Cayenne     |
| Division 2 (D2) | US Toulouse                   | 3 - 1 a.p.          | Stade lavallois              | Division 1 (D1) | Angoulême   |
| Division 2 (D2) | US Dunkerque                  | 1 - 0               | RC Lens                      | Division 1 (D1) | Lille       |
| Division 2 (D2) | AS Angoulême                  | 3 - 1               | JS Saint-Pierre              | La Réunion (D4) | Saint-Ouen  |
| Division 1 (D1) | FC Girondins de Bordeaux      | 3 - 0               | Stade rennais FC             | Division 2 (D2) | Le Mans     |
| Division 1 (D1) | FC Metz                       | 5 - 0               | FC Maseveaux                 | DH (D4)         | Mulhouse    |
| Division 2 (D2) | FC Martigues                  | 2 - 0               | CS Thonon-les-Bains          | DH (D4)         | Annecy      |
| Division 2 (D2) | Olympique avignonnais         | 2 - 1               | US Albi                      | DH (D4)         | Mazamet     |
| Division 2 (D2) | Amicale de Lucé               | 6 - 0               | US Nœux-les-Mines            | Division 2 (D2) | Montataire  |
| Division 2 (D2) | Limoges FC                    | 2 - 1               | FC Rouen                     | Division 1 (D1) | Châteauroux |
| Division 2 (D2) | AC Arles                      | 1 - 1 a.p., 7-6 tab | SO Pont-de-Chéruy            | Division 3 (D3) | Montélimar  |
| Division 2 (D2) | Entente BFN                   | 1 - 0               | SM Caen                      | Division 2 (D2) | Orléans     |
| Division 1 (D1) | AS Monaco FC                  | 4 - 1               | Olympique d'Alès-en-Cévennes | Division 2 (D2) | Nîmes       |
| Division 1 (D1) | Troyes AF                     | 1 - 0               | AJ Auxerre                   | Division 2 (D2) | Épinal      |
| Division 1 (D1) | US Valenciennes-Anzin         | 2 - 0               | Calais RUFC                  | Division 3 (D3) | Lens        |
| Division 2 (D2) | FC Tours                      | 2 - 1               | ESA Brive-la-Gaillarde       | DH (D4)         | Riom        |
| Division 2 (D2) | Paris FC                      | 1 - 4               | RC Strasbourg                | Division 1 (D1) | Paris       |
| Division 1 (D1) | FC Sochaux-Montbéliard        | 3 - 0               | US Tavaux-Damparis           | Division 3 (D3) | Besançon    |
| Division 1 (D1) | AS Saint-Étienne              | 0 - 0 a.p., 3-1 tab | Angers SCO                   | Division 2 (D2) | Périgueux   |
| Division 2 (D2) | SR Saint-Dié-des-Vosges       | 1 - 1 a.p., 3-2 tab | Entente Chaumont AC          | Division 2 (D2) | Dijon       |
| Division 3 (D3) | Stade briochin                | 1 - 0               | EA Guingamp                  | Division 2 (D2) | Quimper     |
| Division 1 (D1) | Paris Saint-Germain FC        | 2 - 0               | SC Toulon                    | Division 2 (D2) | Narbonne    |
| Division 1 (D1) | OGC Nice                      | 2 - 1               | SA Épinal                    | Division 2 (D2) | Nevers      |
| Division 1 (D1) | FC Nantes                     | 2 - 0 a.p.          | Le Havre AC                  | Division 3 (D3) | Rouen       |
| Division 2 (D2) | GFC Ajaccio                   | 0 - 0 a.p., 3-1 tab | Olympique lyonnais           | Division 1 (D1) | Toulon      |
| Division 1 (D1) | SEC Bastia                    | 3 - 1               | AS Cannes                    | Division 2 (D2) | Nice        |

### Seizièmes de finale
| Division        | Club                   | Aller | Total | Retour | Club                     | Division        |
| --------------- | ---------------------- | ----- | ----- | ------ | ------------------------ | --------------- |
| Division 1 (D1) | OGC Nice               | 2 - 1 | 5 - 4 | 3 - 3  | Paris Saint-Germain FC   | Division 1 (D1) |
| Division 1 (D1) | Troyes AF              | 2 - 2 | 2 - 5 | 0 - 3  | Olympique de Marseille   | Division 1 (D1) |
| Division 1 (D1) | FC Sochaux-Montbéliard | 0 - 0 | 2 - 2 | 2 - 2  | AS Saint-Étienne         | Division 1 (D1) |
| Division 1 (D1) | RC Strasbourg          | 0 - 3 | 0 - 3 | 0 - 0  | SEC Bastia               | Division 1 (D1) |
| Division 2 (D2) | Olympique avignonnais  | 3 - 1 | 3 - 3 | 0 - 2  | US Valenciennes-Anzin    | Division 1 (D1) |
| Division 2 (D2) | Entente BFN            | 1 - 2 | 2 - 7 | 1 - 5  | AS Monaco FC             | Division 1 (D1) |
| Division 2 (D2) | Limoges FC             | 3 - 2 | 3 - 4 | 0 - 2  | FC Girondins de Bordeaux | Division 1 (D1) |
| Division 2 (D2) | FC Tours               | 1 - 1 | 1 - 3 | 0 - 2  | Stade de Reims           | Division 1 (D1) |
| Division 2 (D2) | US Dunkerque           | 0 - 0 | 1 - 1 | 1 - 1  | Nîmes Olympique          | Division 1 (D1) |
| Division 2 (D2) | Red Star FC            | 2 - 2 | 2 - 4 | 0 - 2  | FC Metz                  | Division 1 (D1) |
| Division 1 (D1) | FC Nantes              | 2 - 1 | 5 - 2 | 3 - 1  | Amicale de Lucé          | Division 2 (D2) |
| Division 3 (D3) | Stade briochin         | 0 - 2 | 0 - 5 | 0 - 3  | AS Nancy-Lorraine        | Division 1 (D1) |
| Division 2 (D2) | FC Martigues           | 1 - 0 | 1 - 0 | 0 - 0  | US Toulouse              | Division 2 (D2) |
| Division 2 (D2) | Lille OSC              | 1 - 0 | 2 - 0 | 1 - 0  | SR Saint-Dié-des-Vosges  | Division 2 (D2) |
| Division 2 (D2) | AC Arles               | 0 - 1 | 0 - 3 | 0 - 2  | AS Angoulême             | Division 2 (D2) |
| Division 3 (D3) | ES Viry-Châtillon      | 1 - 1 | 2 - 4 | 1 - 3  | GFC Ajaccio              | Division 2 (D2) |

### Huitièmes de finale
| Division        | Club                   | Aller | Total | Retour | Club                     | Division        |
| --------------- | ---------------------- | ----- | ----- | ------ | ------------------------ | --------------- |
| Division 1 (D1) | Stade de Reims         | 0 - 1 | 1 - 3 | 1 - 2  | SEC Bastia               | Division 1 (D1) |
| Division 1 (D1) | FC Metz                | 0 - 2 | 0 - 5 | 0 - 3  | OGC Nice                 | Division 1 (D1) |
| Division 1 (D1) | Olympique de Marseille | 1 - 0 | 3 - 0 | 2 - 0  | FC Girondins de Bordeaux | Division 1 (D1) |
| Division 1 (D1) | AS Nancy-Lorraine      | 2 - 0 | 3 - 1 | 1 - 1  | FC Martigues             | Division 2 (D2) |
| Division 2 (D2) | Lille OSC              | 1 - 1 | 3 - 4 | 2 - 3  | AS Monaco FC             | Division 1 (D1) |
| Division 2 (D2) | AS Angoulême           | 0 - 0 | 0 - 1 | 0 - 1  | FC Sochaux-Montbéliard   | Division 1 (D1) |
| Division 1 (D1) | FC Nantes              | 2 - 0 | 7 - 0 | 5 - 0  | US Dunkerque             | Division 2 (D2) |
| Division 2 (D2) | GFC Ajaccio            | 4 - 1 | 4 - 6 | 0 - 5  | US Valenciennes-Anzin    | Division 1 (D1) |

### Quarts de finale
Il ne reste plus que des clubs de D1 à ce stade de la compétition.
| Division        | Club                   | Aller | Total | Retour | Club                   | Division        |
| --------------- | ---------------------- | ----- | ----- | ------ | ---------------------- | --------------- |
| Division 1 (D1) | OGC Nice               | 4 - 1 | 4 - 2 | 0 - 1  | FC Nantes              | Division 1 (D1) |
| Division 1 (D1) | FC Sochaux-Montbéliard | 0 - 0 | 1 - 0 | 1 - 0  | Olympique de Marseille | Division 1 (D1) |
| Division 1 (D1) | US Valenciennes-Anzin  | 0 - 0 | 0 - 3 | 0 - 3  | AS Nancy-Lorraine      | Division 1 (D1) |
| Division 1 (D1) | SEC Bastia             | 2 - 1 | 2 - 3 | 0 - 2  | AS Monaco FC           | Division 1 (D1) |

### Demi-finales
| Division        | Club                   | Aller | Total | Retour | Club              | Division        |
| --------------- | ---------------------- | ----- | ----- | ------ | ----------------- | --------------- |
| Division 1 (D1) | FC Sochaux-Montbéliard | 1 - 0 | 1 - 5 | 0 - 5  | AS Nancy-Lorraine | Division 1 (D1) |
| Division 1 (D1) | OGC Nice               | 1 - 0 | 2 - 1 | 1 - 1  | AS Monaco FC      | Division 1 (D1) |

### Finale
| Entraîneur :  |
| Antoine Redin |

| Entraîneur : |
| Léon Rossi   |

| Entraîneur :  |
| Antoine Redin |

| Entraîneur : |
| Léon Rossi   |